# دينتل حبيب أباد (سررود الشمالي)
دینتل حبیب أباد (بالفارسية: دینتل حبیب‌آباد) هي قرية تقع في إيران في قسم سررود الشمالي الريفي. يقدر عدد سكانها بـ 465 نسمة بحسب إحصاء 2016.